# Коста Радев
Коста Христов Радев е български поет, писател и журналист.

## Биография
Роден е на 26 септември 1946 г. в София. Завършва българска филология в Софийския университет „Св. Климент Охридски“. Дълго време работи като редактор в различни издания, а впоследствие става професионален рибар.
Живее в Рибарска кооперация „Траката“ край Варна.

## Творби
Проза
- „Велосипедът“, новели (1978)
- „Земетръсът“, повести (1983)
- „Овчи кожи“, повести (1984)
- „Измислени хора“, разкази (1985)
- „Капан за невестулки“, роман и повести (1988)
- „Пленници на сънища“, роман (1988)
- „Остров Маргарита“, роман (1993)
- „Сенките на Вавилон“, роман-пъзел (1996) – определен за Български роман на 1996 г.[1]
- „Атлантида“, повести (1998) – книгата печели конкурса на Сдружението на българските писатели[2]
- „Лунни конници“, роман (2000) – спечелил Голямата награда на Третия национален литературен конкурс „Развитие“, 1999 г.[3]
- „Лабиринтът към Монтевидео“, роман (2004)
- „Розата на ветровете“, роман (2008)
- „Все едно“, книга за мечти, прокоби и анатеми (2014)[4]
- „Речник на глупавите думи“, роман (2015–2016)[5]

Стихосбирки
- „Пентомастики“ (2008)
- „Пентомастики II“ (2011)

Есета
- „Мръсната дума писател“ (2016–2017)[6]